# Milcíades el Joven
Milcíades II el Joven (en griego antiguo: Μιλτιάδης Κίμωνος; 550 a. C. - 488 a. C.) fue un político y general ateniense de la familia de los Filaidas, arconte epónimo de Atenas en 524 a. C., gobernador del Quersoneso tracio, y estratego durante la batalla de Maratón en el año 490 a. C.

## Origen familiar
Era hijo de Cimón Coalemo, un hijo de Esteságoras I. Hermano suyo fue Esteságoras II. El nombre de Milcíades es propio y se repite en la familia de los Filaidas, siendo el más renombrado el de Milcíades II, por su victoria en Maratón. Otro miembro de la familia fue Milcíades I el Viejo.
Su primer hijo, Metíoco, no fue fruto de su matrimonio con Hegesípila. Con ella tuvo a su segundo hijo, Cimón II, más recordado y conocido por la historia únicamente como Cimón.
Su familia era prominente, debido en buena parte a su éxito con las carreras de cuadrigas en las Olimpiadas. Plutarco afirmaba que Cimón Coalemon, el padre de Milcíades, era conocido como "Coalemo", que significa "simplón", porque tenía fama de ser tosco, pero cuyas tres victorias sucesivas en las carreras de cuadrigas de los Juegos Olímpicos le hicieron popular, tanto que, según afirma Heródoto, los hijos de Pisístrato le asesinaron por celos.

## Gobernador del Quersoneso tracio

Quersoneso Tracio.

Gobernó como tirano del Quersoneso tracio, donde fue enviado, a bordo de un trirreme, en el 516 a. C. por Hipias e Hiparco, los hijos del tirano Pisístrato, para que se hiciese cargo de la situación en el Quersoneso, tras la muerte de Esteságoras, su hermano, sucesor de su tío Milcíades I (hermanastro de su padre Cimón I). Dos años después, en el 514 a. C., Hiparco fue asesinado por Aristogitón y Harmodio.
El otro motivo por el que enviado, era el de asegurar el control de Atenas sobre los estrechos de la región (Helesponto) y que el suministro de trigo del Ponto pudiese llegar a Atenas sin problemas.
Tras su llegada, bajo el pretexto de guardar luto a su difunto hermano, se recluyó en su residencia. Allí acudieron los principales personajes del Quersoneso a darle el pésame, y a una orden de Milcíades fuero encarcelados y así eliminó la posible resistencia de los cabecillas locales. Controló el Quersoneso porque contrató a 500 mercenarios tracios y pudo erigirse en tirano al contar con apoyo tracio al casarse con Hegesípila I, una princesa tracia.

## Campañas militares
Hacia el 500 a. C., anexionó las islas de Lemnos e Imbros, conquistadas por los persas, a sus dominios . Lemnos había sido conquistada en 512 a. C. por Ótanes, quien había nombrado gobernador militar a Licareto. Es curioso que ninguna fuente mencione la presencia de tropas persas en la isla.
Hay quien retrasa la conquista de Lemnos hasta los años entre el 510 y 506 a. C. y que la cedió voluntariamente a los atenienses entre 496 y 493 a. C., sin duda para intentar involucrar a Atenas en la sublevación jonia, a fin de contar con una buena acogida en Atenas en el caso -cosa que sucedió y es relatado infra- de tener que abandonar el Quersoneso, ante el mal cariz de las operaciones militares de los jonios contra Darío.
La incursión de los escitas motivó su marcha en el 495 a. C. Ante el avance del rey persa Darío I, una vez había cruzado su ejército de Asia a Europa y ante la amenaza de ser atacados, los escitas se dirigieron al Quersoneso e intentaron convencer a los griegos de Jonia, encargados por Darío I de la custodia del puente, durante 60 días, que habían tendido los persas sobre el río Istro, a cortar el puente y a liberarse del yugo persa.
Milcíades propuso también a los guardianes del puente que no dejasen escapar la ocasión de liberar Grecia, ya que ante un posible fracaso de la invasión persa, los habitantes de Asia de origen griego se sublevarían contra los persas. Ante la negativa de la mayoría de los tiranos de las ciudades jonias de secundar el plan, y al recibir Milcíades, noticias de que los fenicios, aliados de los persas, se hallaban en Ténedos, Milcíades huyó y zarpó de la ciudad de Cardia con cinco trirremes y con sus riquezas, rumbo a Atenas. Mientras costeaba el litoral norte del Quersoneso con intención de cruzar el golfo de Melas, los fenicios se lanzaron al abordaje de sus naves, capturando un trirreme.
Milcíades consiguió refugiarse en Imbros con los otros cuatro trirremes. Al mando de la nave capturada estaba Metíoco, el mayor de los hijos de Milcíades, y fue conducido a presencia de Darío I, quien en lugar de infligirle ningún daño ni pedir rescate, le concedió todo tipo de bienes y una esposa persa con la que tuvo hijos que fueron considerados persas de pleno derecho. Por su parte, desde Imbros, Milcíades se trasladó a Atenas.
Darío I, ante el fracaso de la invasión de Escitia, depuso a Mardonio y nombró como generales a Datis y Artafernes para que atacaran Escitia y Atenas. A esta, porque los jonios habían tomado Sardes gracias a la ayuda ateniense. Estos generales atracaron su flota en Eubea y conquistaron enseguida Eretria, deportando a sus habitantes al territorio asiático del Imperio persa.
Regresó al Quersoneso hacia el 494 a. C., una vez se habían retirado los escitas, vuelta que fue propiciada por los dorios

## Regreso a Atenas
En el 493 a. C., se vio obligado a volver a Atenas. Mientras tanto los persas habían desembarcado en una bahía en la Tetrápolis, la zona nororiental del Ática, a unos 40 km de al noroeste de Atenas. La bahía estaba protegida al norte de las peligrosas corrientes del estrecho de Eubea por el promontorio de Cinosura («la cola del perro»).

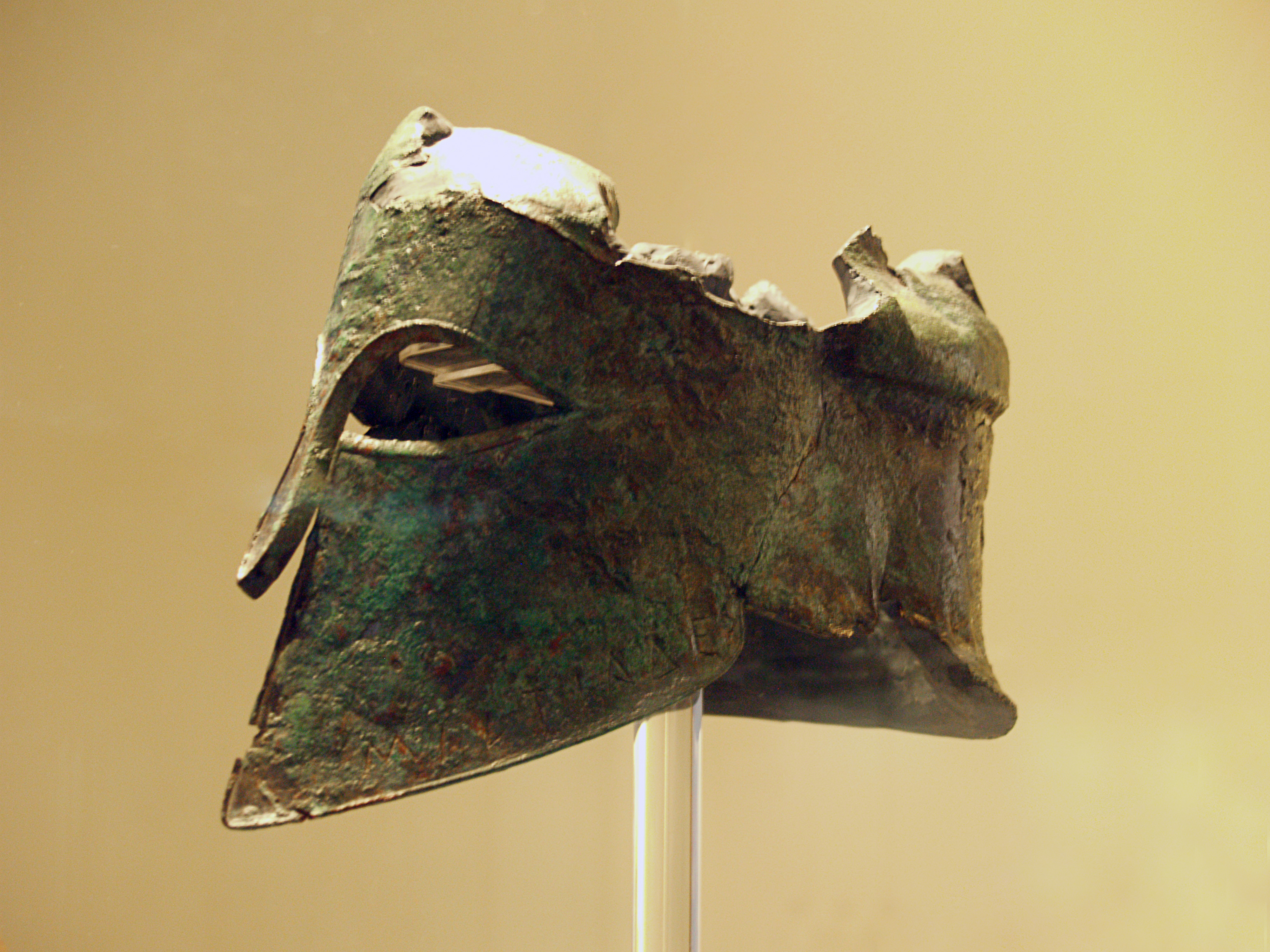
Casco dado en ofrenda al templo de Zeus en Olimpia por Milcíades.

A dicha bahía daba una llanura de unos 50 km de largo por 5 de ancho, que se extendía desde las estribaciones orientales del monte Pentélico. El terreno no era muy propicio para una batalla en la que se emplearan grandes efectivos, pues la llanura estaba dividida transversalmente por el torrente Caradro y en ambos extremos había zonas pantanosas, siendo la situada al norte impracticable.
Se ha aducido que las razones que impulsaron a los persas a desembarcar allí fueron los consejos de Hipias, que pensaría poder repetir con la ayuda de los partidarios que tenía en la Diacria, el éxito de su padre Pisístrato al regresar definitivamente a Atenas. La perspectiva de que Hipias volviera a ocupar el poder no disgustaba a ciertos sectores de las clases más humildes del Ática, que recordaban la atención que les había dispensado Pisístrato.
Cuando arribó Milcíades, sus enemigos políticos le hicieron comparecer ante un tribunal acusándolo, en virtud de una ley contra la tiranía, de haberla ejercido en el Quersoneso. Fútil pretexto, dado que la presencia de Milcíades en el Quersoneso había sido muy positiva para Atenas al asegurar el aprovisionamiento de cereales desde el Mar Negro. Las verdaderas razones debieron ser, posiblemente la oposición de un partido, entre los que estaban Temístocles y Arístides, frente a las demás facciones atenienses: los Alcmeónidas por su actitud no beligerante en la sublevación jonia; a los partidarios de los Pisistrátidas por el asesinato de su padre, Cimón I; y a los filopersas, en general, por haberse visto obligado a abandonar el Quersoneso.
Proceso que no prosperó y libre de cargos (prueba de la inmensa popularidad de Milcíades en Atenas y el declive de la influencia política de sus adversarios) fue elegido estratego.

## Batalla de Maratón

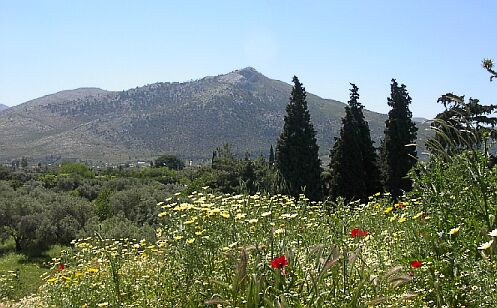
La llanura de Maratón en la actualidad.

Él y los otros nueve estrategos encabezaron las tropas que se dirigieron a Maratón, ante la creencia de que, como los persas no habían ocupado los pasos montañosos del monte Pentélico, que conducían a la capital, no se proponían dirigirse desde Maratón a Atenas.
Los planes de los persas eran atraer a los atenienses a Maratón, pero no para librar una batalla definitiva, sino para alejar a los hoplitas atenienses de su ciudad, mantenerlos allí, y entretanto dividir sus propias fuerzas y con parte de ellas presentarse por sorpresa en Falero y, en connivencia con sus partidarios atenienses, dispuestos a entregarles la ciudad, apoderarse de Atenas. Es indudable que los persas contaran con partidarios en Atenas, ya que el «medismo» no era aún mal considerado como lo sería a partir de Maratón, pues muchas ciudades jonias, vasallas de Persia, eran muy prósperas.
Al vencer a los persas en Maratón, se le recordó en adelante con el sobrenombre de Maratonómaco y se le concedió el honor de que cuando se pintó en el pórtico (stoa) llamado Pecile la batalla de Maratón, su imagen se representó la primera en el grupo de los diez estrategos, en actitud de arengar a las tropas.

## Campaña de Paros

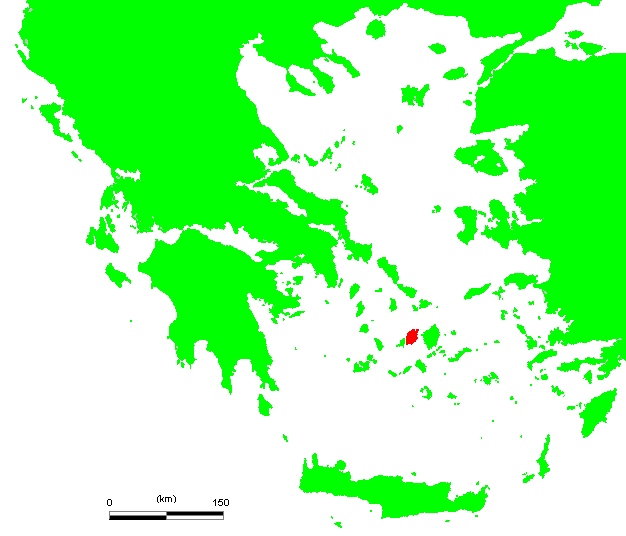
Situación de Paros.

Aumentado su prestigio por la victoria en la batalla de Maratón, convenció a los atenienses de zarpar y atacar la isla de Paros en la primavera del 489 a. C. Es posible que Milcíades, privado de sus posesiones en el Quersoneso, deseara imperar en otro lugar.
Atracó la flota ateniense en la bahía al norte de Paros. Se dirigió por tierra hasta la capital de la isla del mismo nombre, situada en la costa occidental, y exigió a los parios mediante un heraldo cien talentos (unos 2590 kg de plata, cantidad exorbitante que permite pensar que, por estas fechas, la isla constituía el centro neurálgico del comercio insular de Mar Egeo) y que de no pagar los aniquilaría. Los parios, al amparo de la noche doblaron la altura de las murallas más expugnables.
Una noche tuvo lugar un incendio en un bosque. Los parios y los atenienses creyeron que los marineros persas estaban haciendo señales. Los parios abandonaron toda idea de rendirse y Milcíades ante la posible aparición de la flota persa hizo quemar las obras que cercaban Paros. Milcíades aconsejado por una cautiva paria, profanó durante la noche, el santuario de Deméter Tesmófora, con la esperanza de que los parios se desmoralizasen al enterarse de la profanación o de la desaparición de algún objeto sagrado (tal vez el robo del Paladio de la ciudad, estatua milagrosa de una divinidad que hacía invencible a la comunidad que la poseía. Al saltar precipitadamente el muro del templo se golpeó la rodilla, que le produjo una herida que se le infectó. Dado su mal estado de salud, emprendió la vuelta a Atenas tras 27 días de asedio, sin los cien talentos y sin haber conquistado Paros.

## Proceso y muerte en Atenas
Los atenienses lo acusaron de traición y de aceptar sobornos de los persas para abandonar Paros. Milcíades, enfermo por las heridas recibidas, fue defendido por sus amigos. El pueblo le absolvió de la pena de muerte, por su triunfo en Maratón y por la conquista de Lemnos, pero se le impuso una multa por un importe de 50 talentos de plata (unos 1295 kg). Por no haber podido pagar esta multa en el momento fue encerrado en prisión, muriendo después del juicio a causa de la pierna gangrenada. La multa de 50 talentos la haría efectiva su hijo Cimón.
En la acera izquierda de la Vía Sacra de Delfos se encuentran los restos de un exvoto ofrecido por Atenas en recuerdo de los fallecidos en Maratón. Entre las estatuas de este exvoto estaba Milcíades, por lo que se deduce que en el momento de la dedicación de exvoto, la figura de Milcíades ya estaba rehabilitada, y por tanto esta escultura debió donarse en torno al 460 a. C., y no en el 490 a. C., fecha de la batalla. El grupo escultórico fue atribuido a Fidias, y estaba realizado en bronce, compuesto por dieciséis figuras.
| Predecesor: Clístenes | Arconte 524 a. C. - 523 a. C. | Sucesor: Calíades |